# Cantone di Grandrieu
Il Cantone di Grandrieu è una divisione amministrativa dell'arrondissement di Mende.
A seguito della riforma approvata con decreto del 25 febbraio 2014, che ha avuto attuazione dopo le elezioni dipartimentali del 2015, è passato da 7 a 21 comuni.

## Composizione
I 7 comuni facenti parte prima della riforma del 2014 erano:
- Chambon-le-Château
- Grandrieu
- Laval-Atger
- La Panouse
- Saint-Bonnet-de-Montauroux
- Saint-Paul-le-Froid
- Saint-Symphorien

Dal 2015 i comuni appartenenti al cantone sono i seguenti 21:
- Allenc
- Arzenc-de-Randon
- Badaroux
- Belvezet
- Le Born
- Chadenet
- Chambon-le-Château
- Châteauneuf-de-Randon
- Chaudeyrac
- Grandrieu
- Laubert
- Montbel
- La Panouse
- Pelouse
- Pierrefiche
- Saint-Frézal-d'Albuges
- Saint-Jean-la-Fouillouse
- Saint-Paul-le-Froid
- Saint-Sauveur-de-Ginestoux
- Saint-Symphorien
- Sainte-Hélène